# Orsovaer Wochenblatt
Das Orsovaer Wochenblatt war eine deutschsprachige Wochenzeitung, die von 1873 bis 1915 in Orschowa (rum. Orșova) in der Habsburgermonarchie im Königreich Ungarn erschienen ist. Unter der Schriftleitung von Geza Hutterer bot die Zeitung ihren Lesern Lokalnachrichten, ein Feuilleton und einen Inserateteil. Im zweiten Kriegsjahr des Ersten Weltkriegs musste das Orsovaer Wochenblatt sein Erscheinen einstellen.